# Cheval en Birmanie
Le cheval en Birmanie (birman : မြင်း / myinn), ou cheval en République de l'Union du Myanmar, est représenté par deux races locales adaptées au climat tropical local, le poney de Birmanie et le Shan. Ces animaux font l'objet d'un commerce actif au XIXe siècle, notamment depuis le port de Pégou, mais aussi par voie terrestre. Les pratiques équestres de l'époque coloniale britannique, dont le sport hippique, sont bannies du pays dans les années 1960. 
Depuis, la population chevaline locale a constamment diminué. Si la traction hippomobile existe toujours en Birmanie, son usage recule avec la modernisation des transports, tandis qu'un secteur d'équitation de loisir et de tourisme équestre se développe. Les chevaux birmans sont aussi sollicités pour la production d'antivenin. 
La Birmanie est l'un des pays frappés par des épidémies de surra. 

## Histoire
L’utilisation du cheval en Asie du Sud-Est pourrait avoir un lien avec le défrichement des côtes et la disparition d’un biotope adapté à l’éléphant et au buffle. Au XVIe siècle, Tomé Pires décrit le contraste entre les chevaux présents au nord et au sud de la Birmanie. 
Lors d'une guerre contre les Birmans, le roi du Siam Naresuan a conseillé à ses hommes, mobilisés à Martaban, d'y laisser stationner 20 à 30 chevaux rapides afin qu'ils puissent se relayer pour transmettre les nouvelles à l'armée principale. Il existe aussi des preuves que l'armée birmane mobilisait des chevaux aux côtés des éléphants de sa cavalerie : des cavaliers du Manipur jouent un rôle important parmi les armées du roi Alaungpaya qui ont envahi le Siam en 1760. Ils ont ensuite formé l'arrière-garde lorsque les forces d'invasion se sont retirées.

### Routes commerciales
Une source néerlandaise de 1644 mentionne des bateaux originaires de Pégou exportant des chevaux et des éléphants depuis Aceh. Il semble logique que la Birmanie de l'époque exportait aussi des chevaux par voie maritime, s'agissant d'un commerce stratégique. La Compagnie néerlandaise des Indes orientales (VOC) visite régulièrement les ports birmans.
Des routes commerciales impliquant du transport hippomobile existent au XIXe siècle entre le Yunnan et les côtes birmanes. Une centaine de chevaux par an sont ainsi exportés dans les années 1870, parfois jusqu'au sud-est de l'Inde et en Malaisie, sous le nom de « Poneys de Pégou ». Cependant, Pégou n'est pas un centre d'élevage de chevaux à l'époque, mais leur point d'exportation : ces chevaux sont vraisemblablement élevés dans les États Shan du nord de la Birmanie, et proviennent pour la majorité d'entre eux du Yunnan et du Tibet oriental. Un commerce actif de chevaux s'effectue aussi par voie terrestre dans toute l'Asie du Sud-Est.  
Quelques chevaux birmans sont exportés vers la Malaisie lors des premiers établissements de courses hippiques dans les années 1880.

### Depuis leXXesiècle

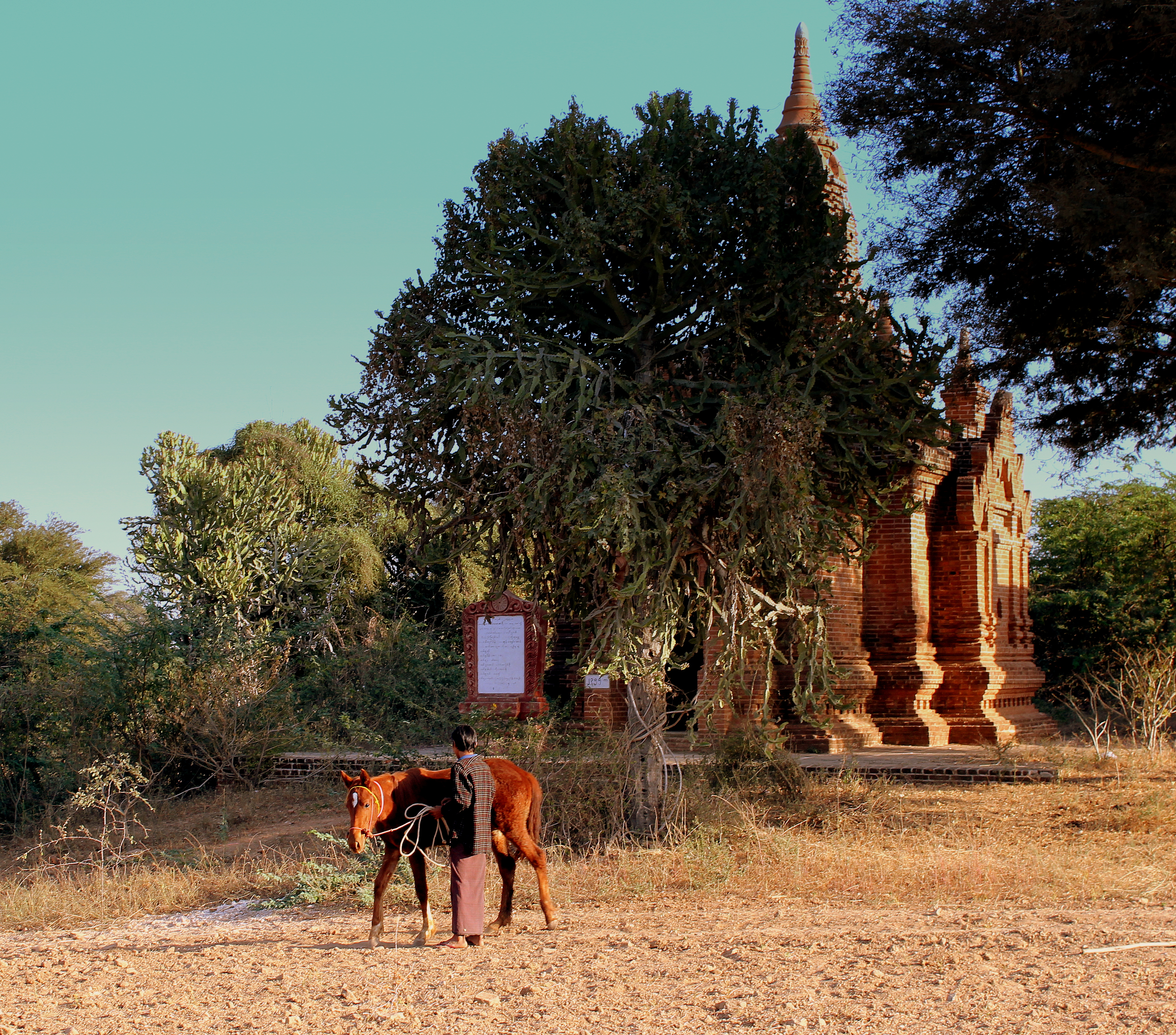
Cheval près du temple de Bagan.

Au début du XXe siècle, près de la frontière montagneuse avec le Yunnan, c'est traditionnellement la mule ou le bœuf, plutôt que le cheval, qui servent pour la traction animale. Dans les régions de plaines, historiquement, les buffles et les éléphants, mieux adaptés au climat, remplissent les mêmes tâches que le cheval. Durant les années 1930, la partie continentale de l'Asie du Sud-Est compte entre 750 000 et 1 million de chevaux. La Birmanie en compte un peu plus de 50 000 dans les plaines, mais « beaucoup plus » dans les collines. Clarence-Smith estime ainsi que la population chevaline birmane ait pu atteindre les 250 000 individus à l'époque.
En 1961, Chris J. Mortensen indique sur la base des données de la FAO la présence d'un cheptel de 21 072 têtes. Avec l'indépendance de la Birmanie, après le coup d'État de Ne Win en mars 1962, de nombreuses pratiques considérées comme « étrangères » sont bannies, dont le sport hippique.
La population chevaline de la Birmanie est depuis en régression constante. Cette régression, qui s'observe dans toute l'Asie du Sud-Est, concerne plus particulièrement le recours à la force de travail du cheval dans les régions de plaines.

## Pratiques et usages

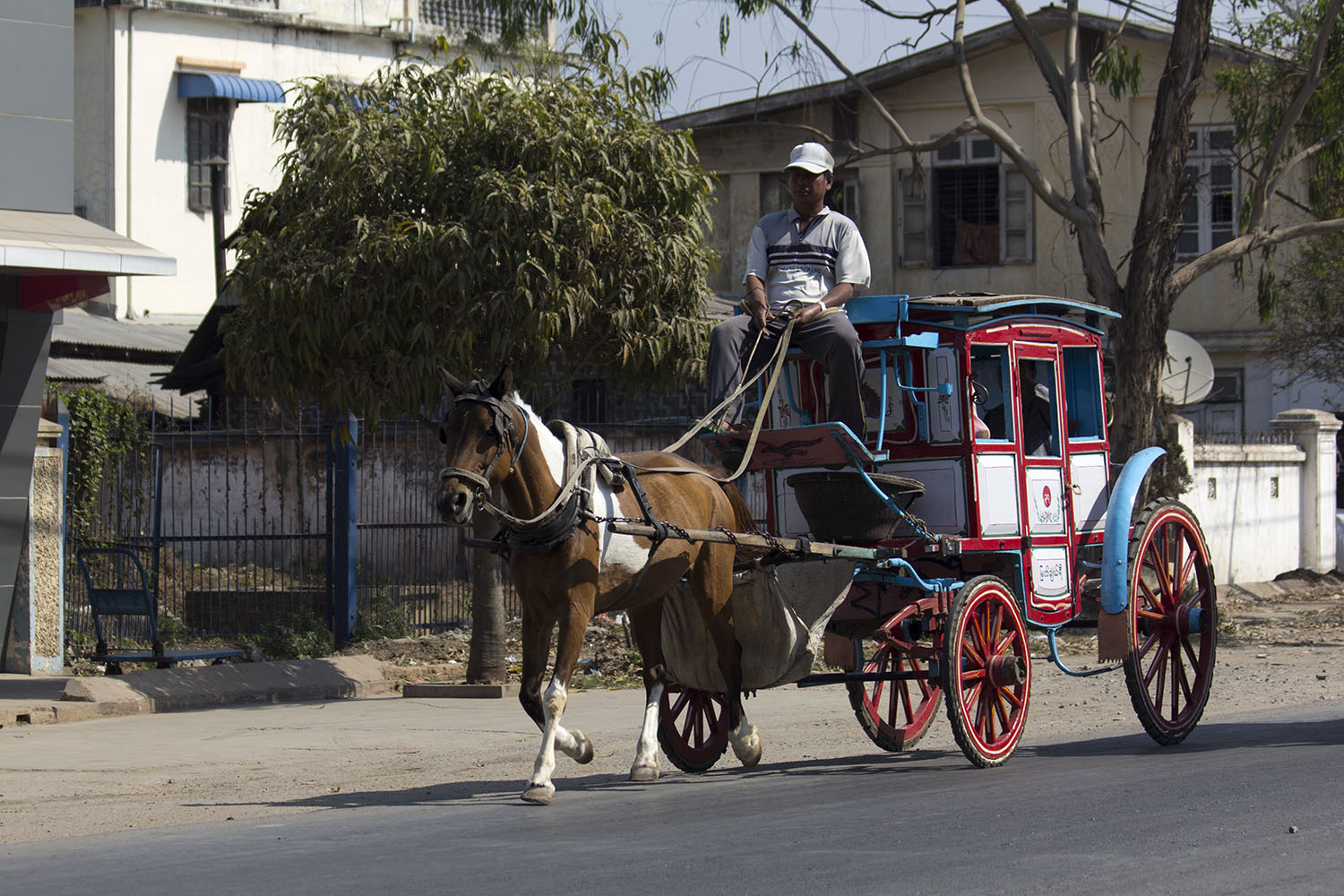
Attelage avec diligence, 2013.

Historiquement, le premier usage du cheval était militaire, avec une dimension de prestige, notamment grâce à sa capacité à rester calme sous les coups de feu. Cet usage reste signifiant en Birmanie jusqu'à la Seconde Guerre mondiale.
Le cheval reste utilisé pour du transport hippomobile attelé à des charrettes et comme animal de bât, bien que ces usages soient en recul. Ces usages concernent essentiellement la souche locale, de petite taille, dans les régions rurales, montagneuses et accidentées. Les attelages de transport hippomobiles, myint hlei, roulent encore couramment dans les régions rurales du pays, particulièrement, pour le transport sur les marchés. Ils effectuent aussi le transport de touristes sur les sites archéologiques les plus réputés du pays.
Plus rarement, les petits chevaux locaux sont montés pour des cérémonies bouddhistes. Le secteur de l'équitation de loisir se développe, de même que le tourisme équestre.
D'après R. Talbot Kelly, les Birmans se montrent dans l'ensemble doux avec leurs animaux, et tentent de s'en occuper du mieux possible. Il cite toutefois une coutume « étrange », celle de badigeonner les yeux des poneys d'une substance irritante pour leur donner un regard « plus intelligent ». Les Birmans accordent une grande importance à la longueur de la queue de leurs poneys, qui sont vendus plus cher si elle est longue. R. Talbot Kelly raconte l'anecdote d'un Anglais négociant le prix d'un poney avec un Birman qu'il estimait demander trop cher. L'Anglais a coupé la queue du poney, au grand désespoir du Birman.
Enfin, les chevaux birmans sont sollicités pour la production de sérum antivenin, représentant le principal animal producteur de ce type de sérum, collecté ensuite dans son plasma sanguin, dans toute la Birmanie. La mauvaise qualité des soins qui leur sont apportés constitue un frein à cette activité : certains chevaux peuvent mourir durant le processus de collectage de leur sang.

## Élevage

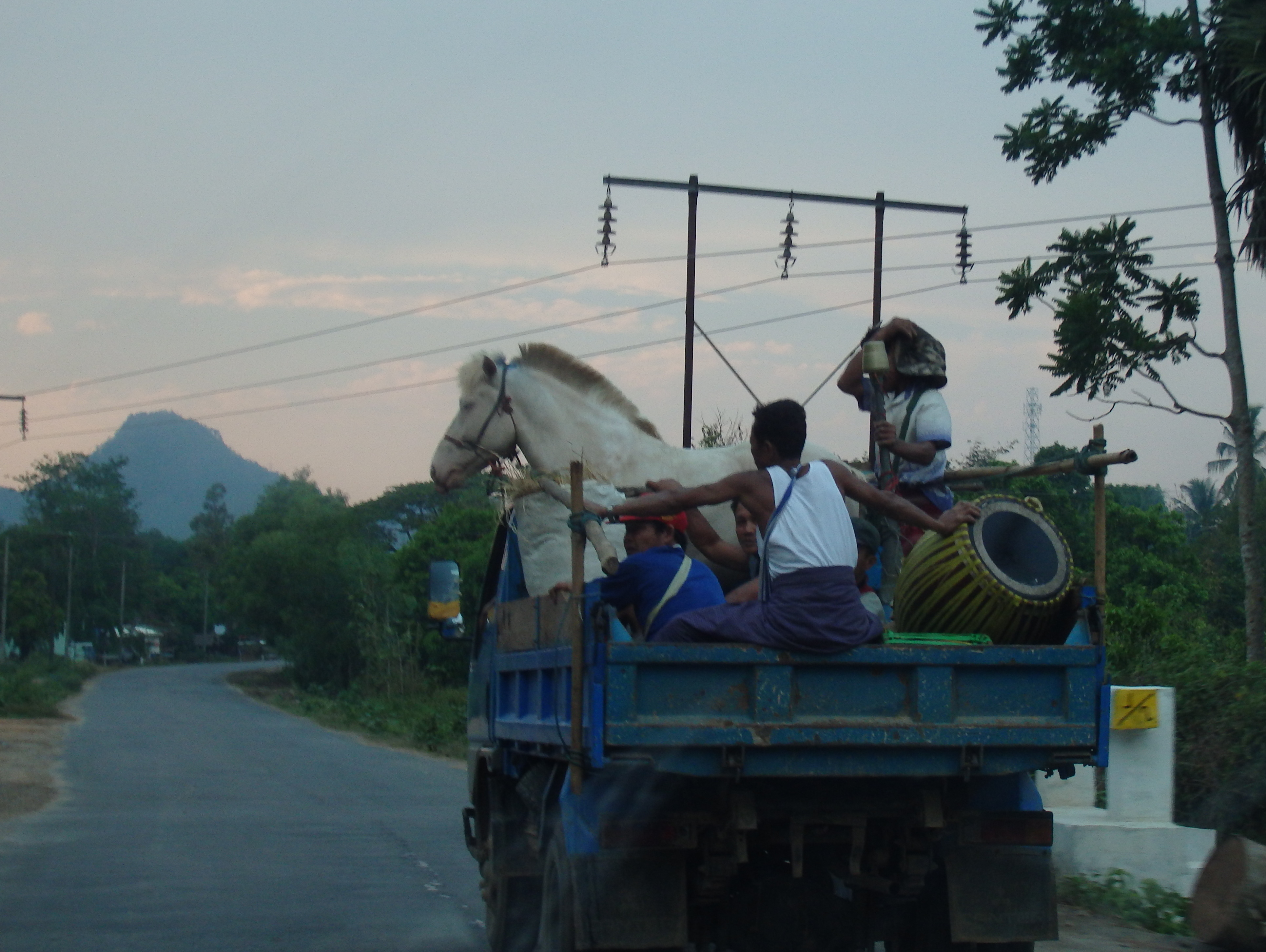
Transport d'un cheval local par camion.

L'estimation de la population chevaline de Myanmar citée par Chris J. Mortensen est de 117 000 têtes en 2014, tandis qu'en 2017, dans l'ouvrage Equine Science, cette population chevaline birmane est estimée à 138 333 têtes, ce qui représenterait 0,24 % de la population chevaline mondiale. Il n'existe pas d'estimation dans le guide Delachaux. La plupart des élevages de chevaux se trouvent en altitude. D'autres sont implantés dans les régions moins exposées aux pluies, dans la zone centrale de la Birmanie.

### Races élevées
La base de données DAD-IS recense deux races de chevaux élevées sur place, le poney de Birmanie et le Shan. Tous deux sont de petits animaux résistants. Le Shan est la variante locale du poney du type d'Asie du Sud-Est, proche du poney de Manipur et du Bhotia. Le poney de Birmanie est un peu plus grand, et doté d'un poil plus fin,. Le climat tropical explique vraisemblablement pourquoi seules certaines races de poneys peuvent subsister dans ce pays. 
Les races locales n'ont pas fait l'objet de sélection spécifique sur une morphologie ou un type de locomotion, et présentent une grande diversité d'allèles.

### Maladies et parasitisme
La Birmanie est l'un des foyers épidémiques du surra, une maladie infectieuse transmise par le parasite Trypanosoma evansi, via un tabanidé qui pique les chevaux. Les tabanidés responsables de sa transmission sont le plus souvent des Tabanus spp., Stomoxys spp, Haematopota et Chrysops spp. La période d'incubation va de 5 à 60 jours. Si la maladie est le plus souvent fatale, il existe aussi des cas de sévérité moyenne qui se concluent sur une rémission.

## Dans la culture

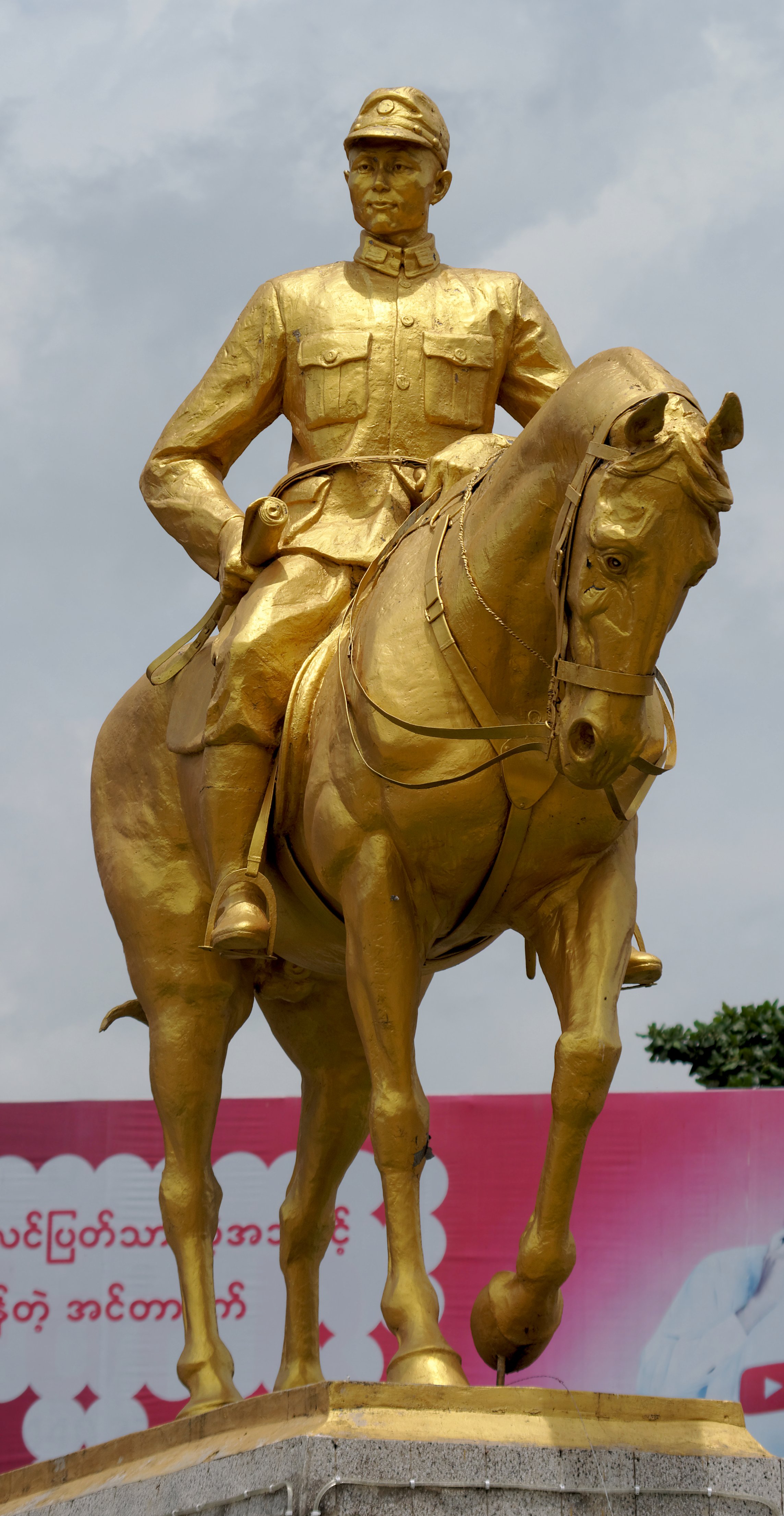
Statue équestre d'Aung San à Prome.

Il est possible que l'influence de l'hindouisme explique certaines particularités culturelles, telles que la rareté de la castration, l'insistance pour que les étalons soient montés par des hommes, et la rareté des ânes. 
En 2017, une statue équestre en bronze du général Aung San, figure de l'indépendance du Myanmar, est érigée à Prome ; il disposait déjà de statues à Lewe et Tatkone, et il est prévu qu'une nouvelle statue équestre en or soit créée. L'érection d'une statue équestre en bronze en 2019 à Loikaw entraîne des protestations d'au moins 3 000 représentants de peuples minoritaires du Myanmar, qui sont violemment réprimées par la police,.
Le cheval est présent dans un conte populaire birman à propos d'un cheval-garou qui se réincarne dans le même village, à Po Karen.